# Monumentul Turismului de la Rușchița

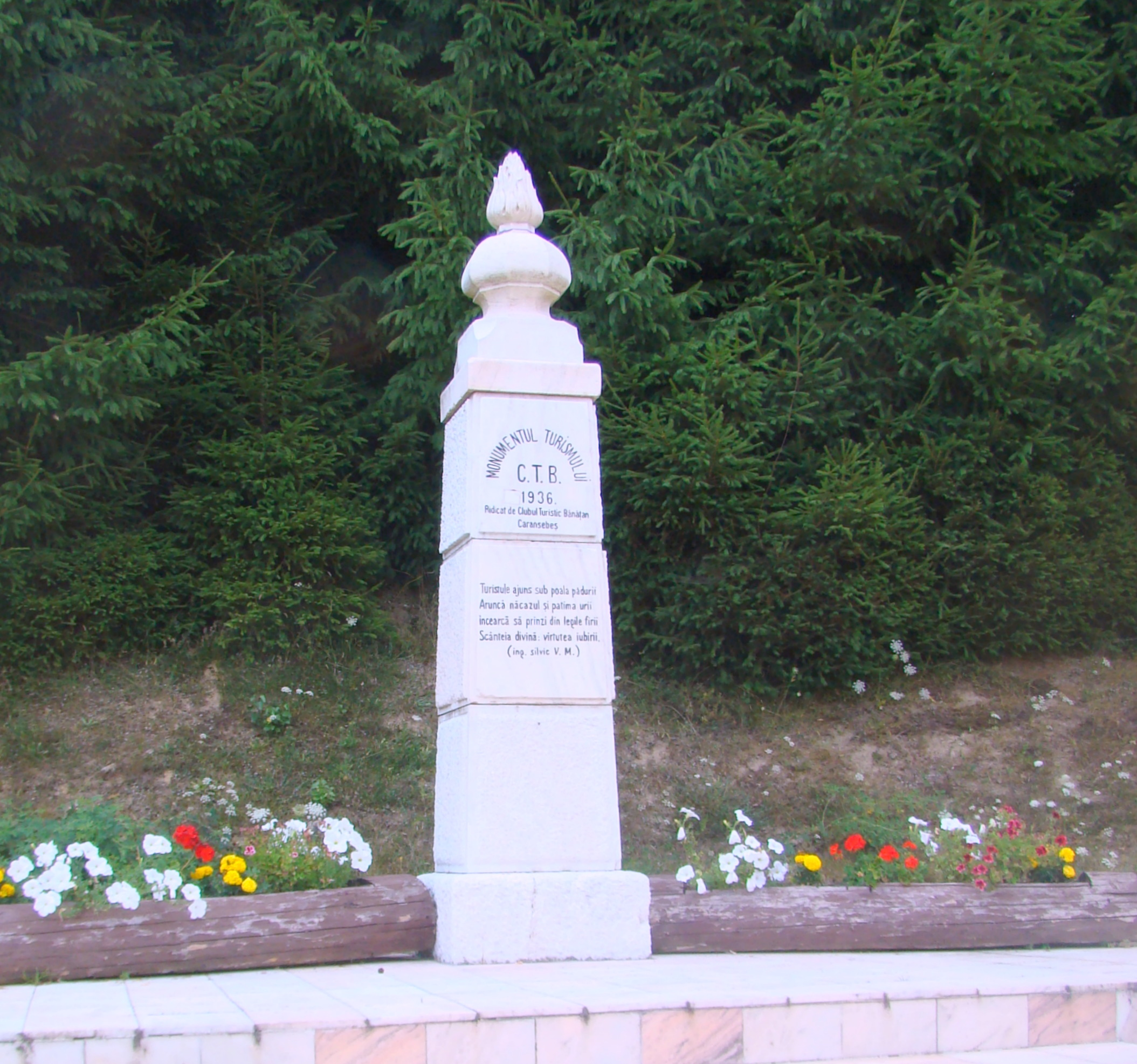
Monumentul Turismului

Monumentul Turismului a fost ridicat în 1936, de Clubul Turistic Bănățean, fondat la 16 martie 1935, cu sediul în Caransebeș, și terminat în 1937. Este realizat din marmură de Rușchița de culoare albă, extrasă din cariera de la Rușchița.
Inițial, monumentul a fost amplasat în locul denumit „Șapte Izvoare”, pe drumul ce leagă Rușchița de Vârful Padeș, cel mai înalt din Munții Poiana Ruscă.
În august 1984, monumentul a fost mutat în comuna Rusca Montană, unde se află și acum.
Pe soclul său stă scris:
| Turistule ajuns sub poala pădurii Aruncă necazul și patima urii Încearcă să prinzi din legile firii Scânteia divină: virtutea iubirii |